# Avesgaud de Bellême
Avesgaud de Bellême est évêque du Mans de 995 jusqu'à sa mort en 1036. Son épiscopat est marqué par ses affrontements avec le comte du Maine Herbert Éveille-Chien.

## Biographie
Issu de la puissante famille de Bellême, Avesgaud est le fils d'Yves Ier de Bellême et de Godehilde. Il succède à son oncle Sigefroi de Bellême en tant qu'évêque du Mans en 995 ou 997. L'épiscopat d'Avesgaud est marqué par sa lutte permanente avec Herbert Éveille-Chien, comte du Maine. Celui-ci prend et détruit le château de Duneau qu'Avesgaud avait fait construire sur les bords de l'Huisne. L'évêque se réfugie alors dans son château de La Ferté, où il est assiégé par Herbert. Avesgaud fait appel à Fulbert, évêque de Chartres qui excommunie le comte du Maine. Herbert se soumet, et signe la paix avec Avesgaud.
Peu après, Herbert du Maine attaque à nouveau le château de La Ferté. Avesgaud quitte son évêché et part en pèlerinage à Jérusalem. Il meurt sur le chemin du retour, non loin de Verdun. À sa mort, l'évêché du Mans revient à son neveu Gervais de Château-du-Loir.